# Tom Wyler
Tom Wyler (pseudonym för Toni Leutwiler), född den 31 oktober 1923, död den 18 mars 2009, var en schweizisk violinist, dirigent och kompositör av underhållningsmusik.
Wyler studerade som ung för Willem de Boer och Paul Müller vid konservatoriet i Zürich. Efter en tid som violinist vid Berns symfoniorkester blev han dirigent vid radion i Genève. Från 1950-talet och framåt komponerade och arrangerade Leutwiler under sitt artistnamn omkring 2000 musikstycken. Till de mest kända av dessa kompositioner hör Lovely Days och Happy Times, vilka båda spelats in på skiva av den kände brittiske orkesterledaren Frank Chacksfield, och vilka bland annat använts som musik i ett flertal svenska filmer under 1950-talet. 
Från och med 1970-talet, då efterfrågan på symfonisk underhållningsmusik i radio avtog, livnärde sig Wyler huvudsakligen genom att verka som korrespondenskurslärare i orgelspel.

## Filmmusik i urval
- 1955 - Mord, lilla vän
- 1955 - Flottans muntergökar
- 1955 - Brudar och bollar eller Snurren i Neapel
- 1955 - Åsa-Nisse ordnar allt
- 1956 - Åsa-Nisse flyger i luften
- 1959 - Åsa-Nisse jubilerar